# Той день
Той день — десятий студійний альбом українського гурту «Океан Ельзи», представлений 20 вересня 2024 року; перша платівка гурту за вісім років (із часу виходу альбому «Без меж» у 2016 році).

## Про альбом
Святослав Вакарчук, лідер гурту «Океан Ельзи», так описав новий альбом:
«Цей альбом асоціюється у мене з пробудженням. З поверненням до себе після тривалих пошуків. Альбом недарма багато в чому схожий на ранню творчість гурту — він легкий, надихаючий і справжній».

Робота над альбомом тривала вісім років, а сингли, які виходили протягом цього часу, не увійшли в цей альбом. Святослав Вакарчук так пояснює цю ситуацію:
«Вимушена восьмирічна робота над цим альбомом, звісно ж, вплинула на те, що він змінювався за роки написання. І частина пісень, що була на початку, тепер не увійшли до нього. Проте це й на краще, бо кожна пісня, що не потрапила до альбому, знайшла свій час для виходу. Наприклад, „Квіти мінних зон“ була потрібна у 2022 році та стала синглом тоді.»
На обкладинці альбому, як і у синглі «Мукачево», можна побачити відсилку до рідного міста Вакарчука — стилізовану квітку сакури, що є символом пробудження життя.

## Список пісень
| #     | Назва               | Тривалість |
| ----- | ------------------- | ---------- |
| 1.    | «Мукачево»          | 4:18       |
| 2.    | «Шіле»              | 3:39       |
| 3.    | «2000 миль»         | 4:10       |
| 4.    | «Кольорові вежі»    | 4:29       |
| 5.    | «Дихотомія»         | 3:48       |
| 6.    | «Ніч розведе мости» | 4:18       |
| 7.    | «Високі башти»      | 4:36       |
| 8.    | «Без образ»         | 3:42       |
| 9.    | «Як ніколи»         | 4:31       |
| 10.   | «Мамо!»             | 3:36       |
| 11.   | «Вогонь»            | 3:07       |
| 12.   | «Пісня пісень»      | 3:45       |
| 47:00 |                     |            |